# Guillermo Jacome
Guillermo Jacome (nacido en 1977) es un guitarrista del género heavy metal. 

## Biografía
Jacome participó en el grupo Lvzbel, de 1998-2009  para después ingresar a Raxas, donde se creó el CD  Instinto.
En 2012 se integra con Mario Ian, exvocalista de Rata Blanca, para participar en las giras de Norteamérica.

## Discografía

### Lvzbel
- Vivo y desnudo vol 1 y 2 (1999)
- El tiempo de la bestia (2000)
- Mirada Eléctrica (2004)
- Tentaciones (2007)
- Evengelio nocturno remake (2022)

### Raxas
- Instinto (2011)

### kolegas y asociados
- empezando a lucharempezando a luchar